# Richard G. Zweifel
Richard G. Zweifel, Richard George Zweifel, född den 5 november 1926 i Los Angeles, död den 25 November 2019, var en amerikansk herpetolog som klassificerat flera arter i sydvästra USA. Han arbetade vid American Museum of Natural History mellan 1954 och 1989 och ledde där herpetologiavdelningen mellan 1968 och 1980. 1984 hedrades han genom att få grodarten Lithobates zweifeli uppkallad efter sig. 
Auktorsnamnet Zweifel kan användas för Richard G. Zweifel i samband med ett vetenskapligt namn inom zoologin; se Wikipedia-artiklar som länkar till auktorsnamnet.